# Lijst van rijksmonumenten in Heumen (gemeente)
De gemeente Heumen telt 44 inschrijvingen in het rijksmonumentenregister, hieronder een overzicht. 

## Heumen
De plaats Heumen telt 12 inschrijvingen in het rijksmonumentenregister. Zie Lijst van rijksmonumenten in Heumen (plaats) voor een overzicht.

## Malden
De plaats Malden telt 1 inschrijving in het rijksmonumentenregister.
| Object                                            | Oorspronkelijke functie? | Bouwjaar       | Architect | Locatie | Coördinaten?                  | Nr.?  | Afbeelding  |
| ------------------------------------------------- | ------------------------ | -------------- | --------- | ------- | ----------------------------- | ----- | ----------- |
| Terrein waarin overblijfselen van de Malderburcht | Archeologisch monument   | 12e - 13e eeuw |           |         | 51° 46' 45" NB, 5° 50' 34" OL | 45555 | Upload foto |

## Molenhoek
De plaats Molenhoek telt 9 inschrijvingen in het rijksmonumentenregister. Zie Lijst van rijksmonumenten in Molenhoek voor een overzicht. Deze monumenten zijn allen echter niet in het Heumense gedeelte van Molenhoek gelegen maar vallen onder de Limburgse gemeente Mook en Middelaar.

## Nederasselt
De plaats Nederasselt telt 6 inschrijvingen in het rijksmonumentenregister.
| Object                                                             | Oorspronkelijke functie?  | Bouwjaar              | Architect   | Locatie        | Coördinaten?                  | Nr.?   | Afbeelding        |
| ------------------------------------------------------------------ | ------------------------- | --------------------- | ----------- | -------------- | ----------------------------- | ------ | ----------------- |
| Lage(n) Hoed                                                       | Boerderij                 | eerste helft 19e eeuw |             | Hollestraat 20 | 51° 46' 15" NB, 5° 44' 48" OL | 32127  | Lage(n) Hoed      |
| Kosterij                                                           | Kerkelijke dienstwoning   | eerste helft 19e eeuw |             | Maasdijk 7     | 51° 46' 14" NB, 5° 44' 40" OL | 32128  | Kosterij          |
| Molenhuis / Molenaarshuis                                          | Boerderij                 | eerste helft 19e eeuw |             | Molenweg 2     | 51° 46' 9" NB, 5° 45' 21" OL  | 32129  | Meer afbeeldingen |
| De Maasmolen                                                       | Industrie- en poldermolen | 1741 / 1973           |             | Molenweg bij 1 | 51° 46' 15" NB, 5° 45' 19" OL | 32130  | Meer afbeeldingen |
| Bakstenen gebouw, op vierkante plattegrond met afgeschuinde hoeken | Kerk en kerkonderdeel     | 1804-1805             |             | Klokstraatje 2 | 51° 46' 14" NB, 5° 44' 40" OL | 32131  | Meer afbeeldingen |
| Verkeersbrug over de Maas met onderliggende stuw en sluis          | Brug                      | 1926-1929             | C.F. Egelie | Sluisweg bij 2 | 51° 46' 10" NB, 5° 44' 21" OL | 523934 | Meer afbeeldingen |

### Voormalige rijksmonumenten
| Object                                                                                      | Oorspronkelijke functie? | Bouwjaar                 | Architect | Locatie        | Coördinaten?                  | Nr.?  | Afbeelding                                                                                  |
| ------------------------------------------------------------------------------------------- | ------------------------ | ------------------------ | --------- | -------------- | ----------------------------- | ----- | ------------------------------------------------------------------------------------------- |
| Hoeve op T-vormige plattegrond met woongedeelte onder strodak (boerderij bestaat niet meer) | Boerderij                | laat 18e eeuw (karakter) |           | Eindsestraat 6 | 51° 46' 28" NB, 5° 44' 21" OL | 32126 | Hoeve op T-vormige plattegrond met woongedeelte onder strodak (boerderij bestaat niet meer) |

## Overasselt
De plaats Overasselt telt 15 inschrijvingen in het rijksmonumentenregister. Zie Lijst van rijksmonumenten in Overasselt voor een overzicht.
Aalten ·
Apeldoorn ·
Arnhem ·
Barneveld ·
Berg en Dal ·
Berkelland ·
Beuningen ·
Bronckhorst ·
Brummen ·
Buren ·
Culemborg ·
Doesburg ·
Doetinchem ·
Druten ·
Duiven ·
Ede ·
Elburg ·
Epe ·
Ermelo ·
Harderwijk ·
Hattem ·
Heerde ·
Heumen ·
Lingewaard ·
Lochem ·
Maasdriel ·
Montferland ·
Neder-Betuwe ·
Nijkerk ·
Nijmegen ·
Nunspeet ·
Oldebroek ·
Oost Gelre ·
Oude IJsselstreek ·
Overbetuwe ·
Putten ·
Renkum ·
Rheden ·
Rozendaal ·
Scherpenzeel ·
Tiel ·
Voorst ·
Wageningen ·
West Betuwe ·
West Maas en Waal ·
Westervoort ·
Wijchen ·
Winterswijk ·
Zaltbommel ·
Zevenaar ·
Zutphen